# Nerville-la-Forêt
Nerville-la-Forêt est une commune française du Val-d'Oise située à l'orée de la forêt de L'Isle-Adam, à environ 30 km au nord de Paris.
Ses habitants sont les Nervillois(es).

## Géographie

### Description
Nerville-la-Forêt se trouve sur le versant nord-est du massif forestier de la Forêt domaniale de l’Isle Adam.
Elle domine au sud-ouest la petite vallée du ru de Presles.

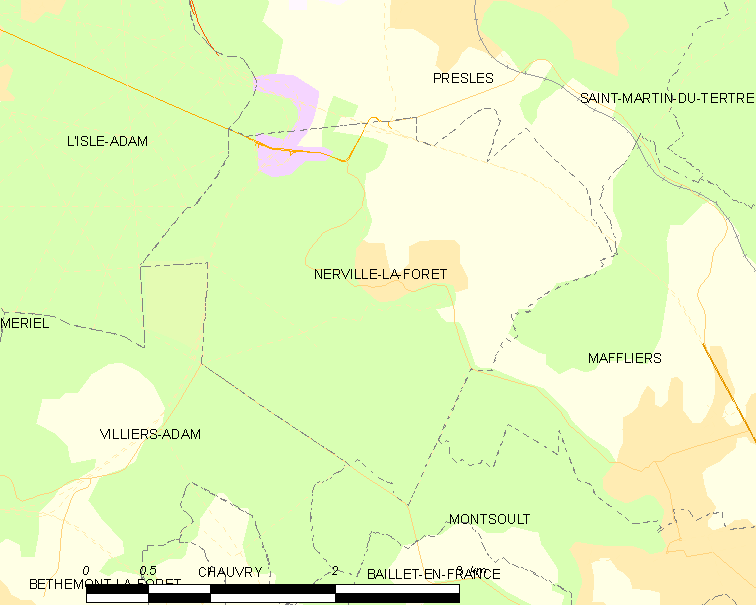
Carte de la commune.
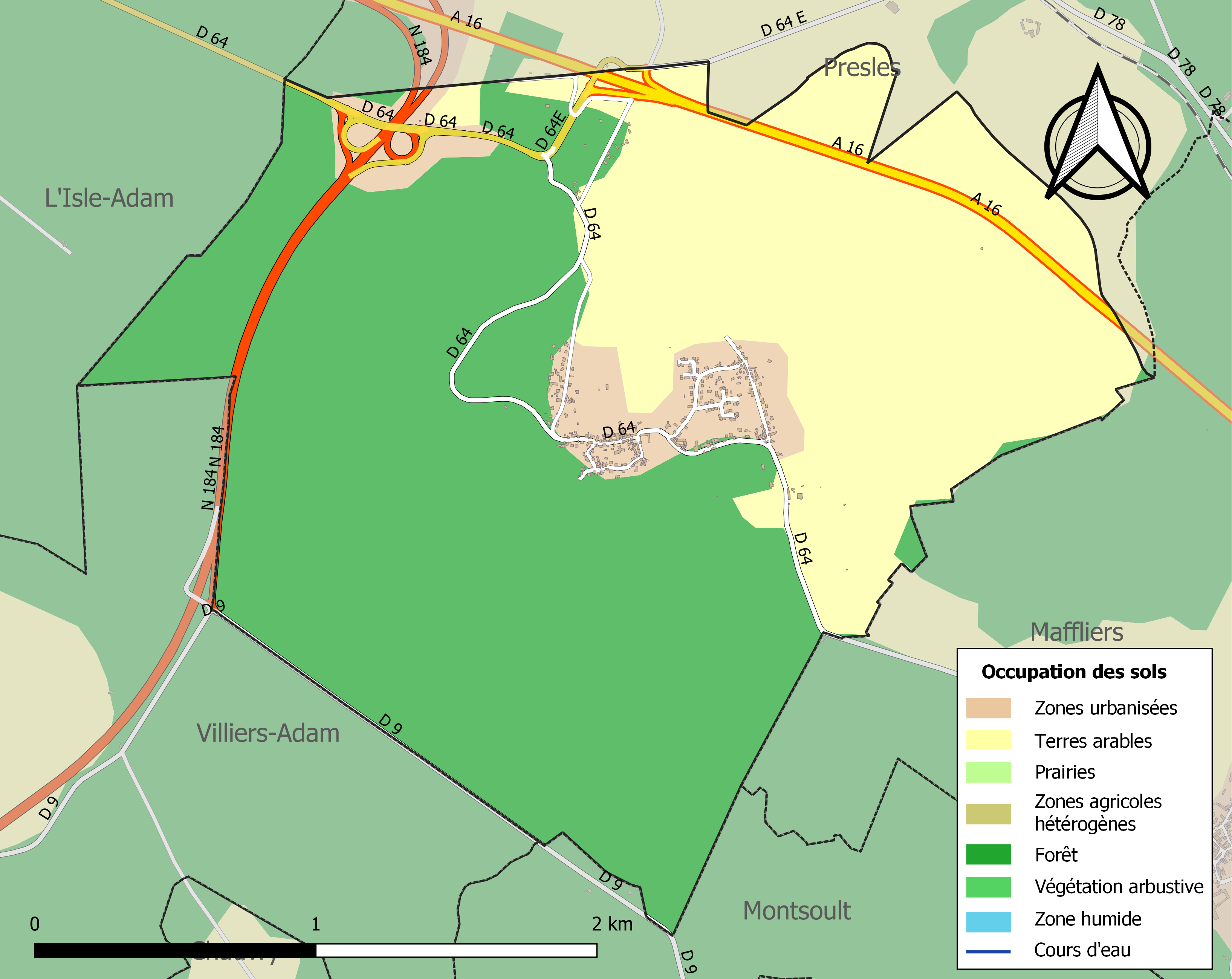
Occupation des sols

### Communes limitrophes
La commune est limitrophe de L'Isle-Adam, Presles, Maffliers, Montsoult et Villiers-Adam.
|               | Presles           |           |
| L'Isle-Adam   | Nerville-la-Forêt | Maffliers |
| Villiers-Adam |                   | Montsoult |

### Climat
Pour des articles plus généraux, voir Climat de l'Île-de-France et Climat du Val-d'Oise.
En 2010, le climat de la commune est de type climat océanique dégradé des plaines du Centre et du Nord, selon une étude du CNRS s'appuyant sur une série de données couvrant la période 1971-2000. En 2020, Météo-France publie une typologie des climats de la France métropolitaine dans laquelle la commune est dans une zone de transition entre le climat océanique et le climat océanique altéré et est dans la région climatique  Sud-ouest du bassin Parisien, caractérisée par une faible pluviométrie, notamment au printemps (120 à 150 mm) et un hiver froid (3,5 °C). 
Pour la période 1971-2000, la température annuelle moyenne est de 10,9 °C, avec une amplitude thermique annuelle de 14,7 °C. Le cumul annuel moyen de précipitations est de 705 mm, avec 10,1 jours de précipitations en janvier et 8,2 jours en juillet. Pour la période 1991-2020, la température moyenne annuelle observée sur la station météorologique la plus proche, située sur la commune de Pontoise à 14 km à vol d'oiseau, est de 12,5 °C et le cumul annuel moyen de précipitations est de 666,7 mm,. Pour l'avenir, les paramètres climatiques de la commune estimés pour 2050 selon différents scénarios d'émission de gaz à effet de serre sont consultables sur un site dédié publié par Météo-France en novembre 2022.

## Urbanisme

### Typologie
Au 1er janvier 2024, Nerville-la-Forêt est catégorisée commune rurale à habitat dispersé, selon la nouvelle grille communale de densité à sept niveaux définie par l'Insee en 2022.
Elle est située hors unité urbaine. Par ailleurs la commune fait partie de l'aire d'attraction de Paris, dont elle est une commune de la couronne,. Cette aire regroupe 1 929 communes,.

### Voies de communication et transports
Le sentier de grande randonnée GR1 traverse le territoire de la commune, il se prolonge vers Villiers-Adam au sud-ouest et Presles au nord.

## Toponymie
Attestée sous la forme Nigra Villa (sans date), puis Nerviller, et enfin Nerville depuis 1698[réf. nécessaire].
Albert Dauzat et Charles Rostaing rejettent un hypothétique Nigra villa, mauvaise latinisation donnée par certains commentateurs. Ernest Nègre n'explique pas ce nom de lieu, probablement parce qu'il n'en connaît pas l'origine.
Il s'agit d'une formation médiévale en -ville, au sens ancien de « domaine rural », précédé d'un nom de personne germanique, de manière probable, puisque c'est le cas pour plus des trois quarts des formations toponymiques en -ville.
En outre, le premier élément ne peut pas être l'ancien français neire (< NIGRA), puisqu'il aurait régulièrement abouti à « noire » dans le domaine francien : on aurait donc *Noirville, comme Noirpalu (Manche, de Nigra Palude), Noirterre (Deux-Sèvres, Nigra Terra 1225) ou Noirval (Ardennes, Noireval 1387).
De manière conjecturelle, on peut y voir le nom de personne germanique Anahari (cf. Narcastet) ou encore un autre anthroponyme germanique, basé sur le thème Nerb-.
Le déterminant complémentaire -la-Forêt a été ajouté en 1950 et se réfère à la forêt domaniale de l'Isle-Adam.
Homophonie avec Nerville, lieu-dit de la commune de La Barre-en-Ouche (Eure).

## Histoire
Le site de la commune est occupé depuis l'époque celtique, comme en témoigne la sépulture collective au lieu-dit la Justice.
La terre de Nerville, exploitée à l'origine par les charbonniers, est donnée à l'abbaye de Saint-Denis en 997 par le roi Robert II. Elle est ensuite dans le domaine royal au XIIIe siècle et entre dans l'apanage de plusieurs princes du sang dont le connétable de Montmorency, le duc d'Alençon, frère d'Henri III, et le prince de Conti qui revendit le comté en 1783 au comte de Provence, futur Louis XVIII. Ancien hameau essentiellement rural et forestier de la commune de Presles, Nerville fut érigé en commune indépendante le 26 décembre 1863 et prit le nom de Nerville-la-Forêt en 1950.
En 1944, un groupe de résistants est capturé dans une ferme de la commune, qui sera incendiée. Certains d'entre eux seront exécutés au lieu dit les Quatre Chênes, en forêt de Montmorency, à Domont. Treize habitants de la commune en faisaient partie. Leurs obsèques dans la cour du château rassemblent 3 000 personnes.

## Politique et administration

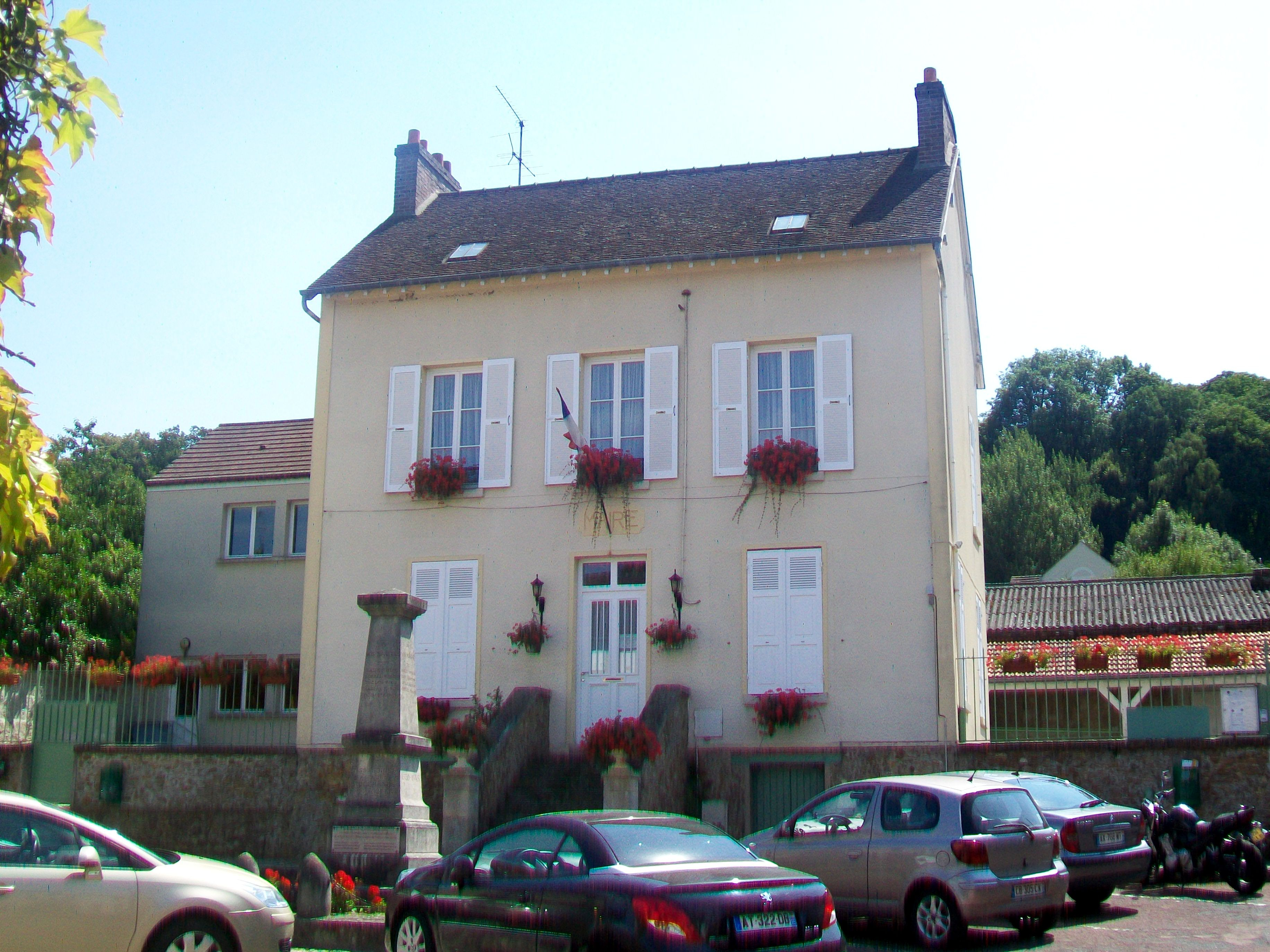
La mairie.

La commune a été créée en 1863 par détachement de celle de Presles.

### Rattachements administratifs et électoraux
Rattachements administratifs
Antérieurement à la loi du 10 juillet 1964, la commune faisait partie du département de Seine-et-Oise. La réorganisation de la région parisienne en 1964 fit que la commune appartient désormais au département du Val-d'Oise et à son arrondissement de Pontoise, après un transfert administratif effectif au 1er janvier 1968.
Elle faisait partie depuis  sa création en 1863 du canton de L'Isle-Adam. Dans le cadre du redécoupage cantonal de 2014 en France, cette circonscription administrative territoriale a disparu, et le canton n'est plus qu'une circonscription électorale.
La commune fait partie de la juridiction d’instance, de grande instance ainsi que de commerce de Pontoise,.
Rattachements électoraux
Pour les élections départementales, la commune fait partie depuis 2014 du canton de L'Isle-Adam.
Pour l'élection des députés, elle fait partie de la deuxième circonscription du Val-d'Oise.

### Intercommunalité
La commune fait partie de la communauté de communes de la Vallée de l'Oise et des Trois Forêts (CCVOTF), un établissement public de coopération intercommunale (EPCI) à fiscalité propre créé fin 2003.

### Liste des maires
| Période                                  | Période  | Identité           | Étiquette | Qualité                                                                          |
| ---------------------------------------- | -------- | ------------------ | --------- | -------------------------------------------------------------------------------- |
| Les données manquantes sont à compléter. |          |                    |           |                                                                                  |
| mars 2001                                | En cours | Philippe Van Hyfte |           | Agriculteur Vice-président de la CCVOTF (2014 → ) Réélu pour le mandat 2020-2026 |

## Population et société

### Démographie
L'évolution du nombre d'habitants est connue à travers les recensements de la population effectués dans la commune depuis 1866. Pour les communes de moins de 10 000 habitants, une enquête de recensement portant sur toute la population est réalisée tous les cinq ans, les populations de référence des années intermédiaires étant quant à elles estimées par interpolation ou extrapolation. Pour la commune, le premier recensement exhaustif entrant dans le cadre du nouveau dispositif a été réalisé en 2004.

En 2022, la commune comptait 779 habitants, en évolution de +12,57 % par rapport à 2016 (Val-d'Oise : +4 %, France hors Mayotte : +2,11 %).
| 1866 | 1872 | 1876 | 1881 | 1886 | 1891 | 1896 | 1901 | 1906 |
| ---- | ---- | ---- | ---- | ---- | ---- | ---- | ---- | ---- |
| 443  | 384  | 387  | 383  | 395  | 421  | 388  | 383  | 365  |

| 1911 | 1921 | 1926 | 1931 | 1936 | 1946 | 1954 | 1962 | 1968 |
| ---- | ---- | ---- | ---- | ---- | ---- | ---- | ---- | ---- |
| 346  | 315  | 328  | 333  | 322  | 298  | 301  | 256  | 254  |

| 1975 | 1982 | 1990 | 1999 | 2004 | 2006 | 2009 | 2014 | 2019 |
| ---- | ---- | ---- | ---- | ---- | ---- | ---- | ---- | ---- |
| 295  | 478  | 577  | 749  | 806  | 813  | 660  | 686  | 747  |

| 2022 | - | - | - | - | - | - | - | - |
| ---- | - | - | - | - | - | - | - | - |
| 779  | - | - | - | - | - | - | - | - |

## Culture locale et patrimoine

### Lieux et monuments
Nerville-la-Forêt ne compte aucun monument historique classé ou inscrit sur son territoire. On peut néanmoins signaler :
- Église Saint-Claude, rue Saint-Claude

Elle fut édifiée en 1838, financée par le comte et la comtesse de Ruty en remplacement de l'ancienne chapelle. C'est un bâtiment d'une grande simplicité s'alignant avec les maisons de la rue et sans ornementations sur les façades. 
Les baies sont ogivales, et le chevet est à pans coupés, sans fenêtres. Les murs de la nef unique sont lambrissés, et le plafond est constitué d'une voûte plate.
- Château de Nerville, 40 rue André-Commelin : 
Un portail monumental de style classique donne accès à la cour du château, formé de deux ailes en équerre autour d'une terrasse donnant vers le sud. Le bâtiment ne comporte pas d'étage, mais des hauts combles à la française. Le 16 août 1944, 3 000 personnes se rassemblent dans la cour du château pour assister aux obsèques des treize otages nervillois fusillés à Domont par les occupants allemands[24]. La façade principale du château s'abrite derrière la haute mur d'enceinte du domaine, et n'est pas visible depuis le domaine public.
- Château du Pré-David, sur la RD 64 en direction de Montsoult

C'est en réalité une maison de maître de la fin du XIXe siècle. avec une façade principalement en meulière, avec des ornementations en briques et pierre de taille. Il est situé un peu en retrait par rapport à la route, sur une cour qui comporte également un colombier. Les communs du château avec sa porterie dominée par une flèche et le pavillon du gardien s'alignent sur la route départementale.
- Carrefour du Poteau de la Tour, dans la forêt de L'Isle-Adam

Situé à 169 m d'altitude, non loin du point culminant de la forêt à 195 m, il rappelle l'existence d'une tour de trois étages, dite tour de Nerville, bâtie pour les princes de Conti afin que leurs invités puissent suivre les chasses.

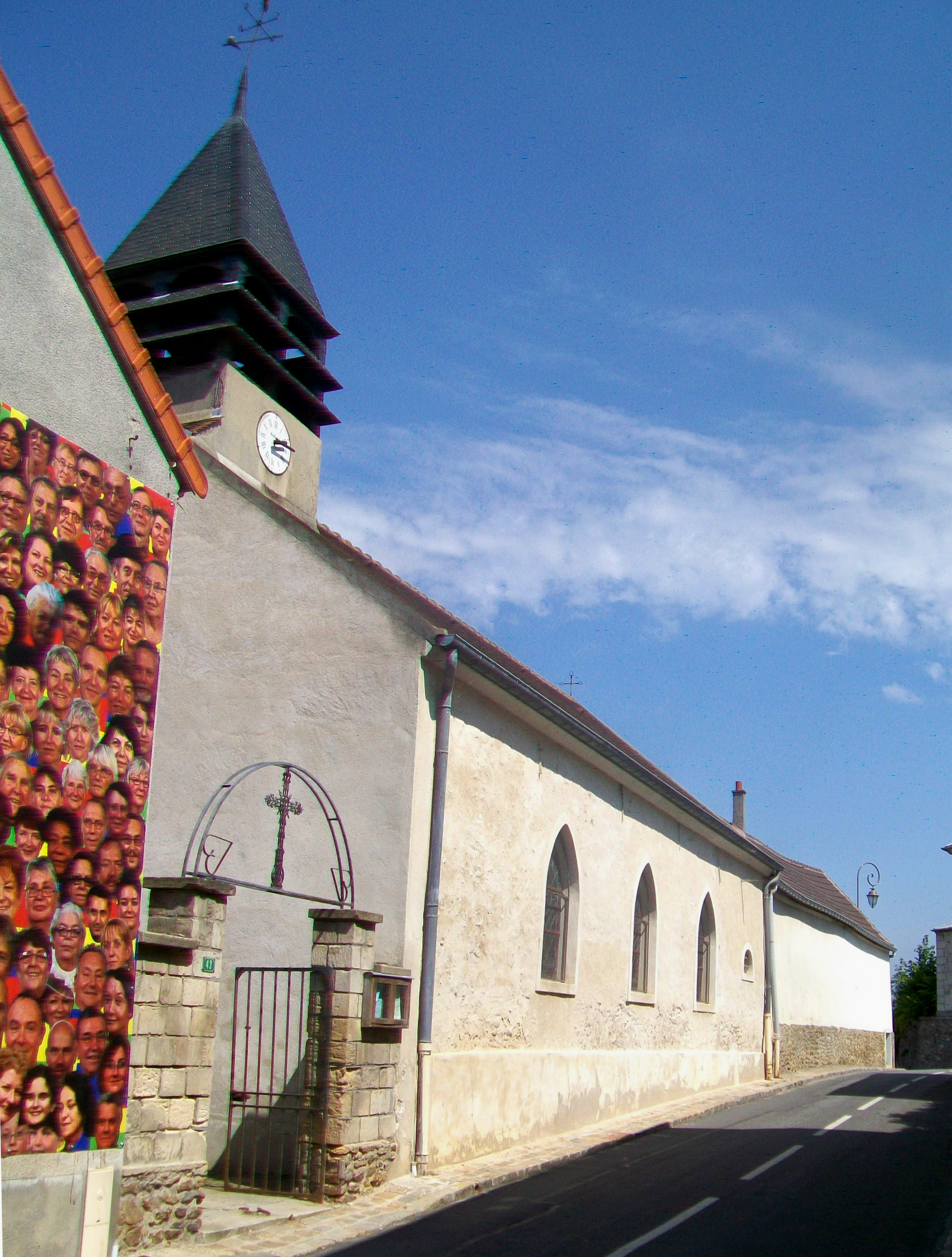
Église Saint-Claude.
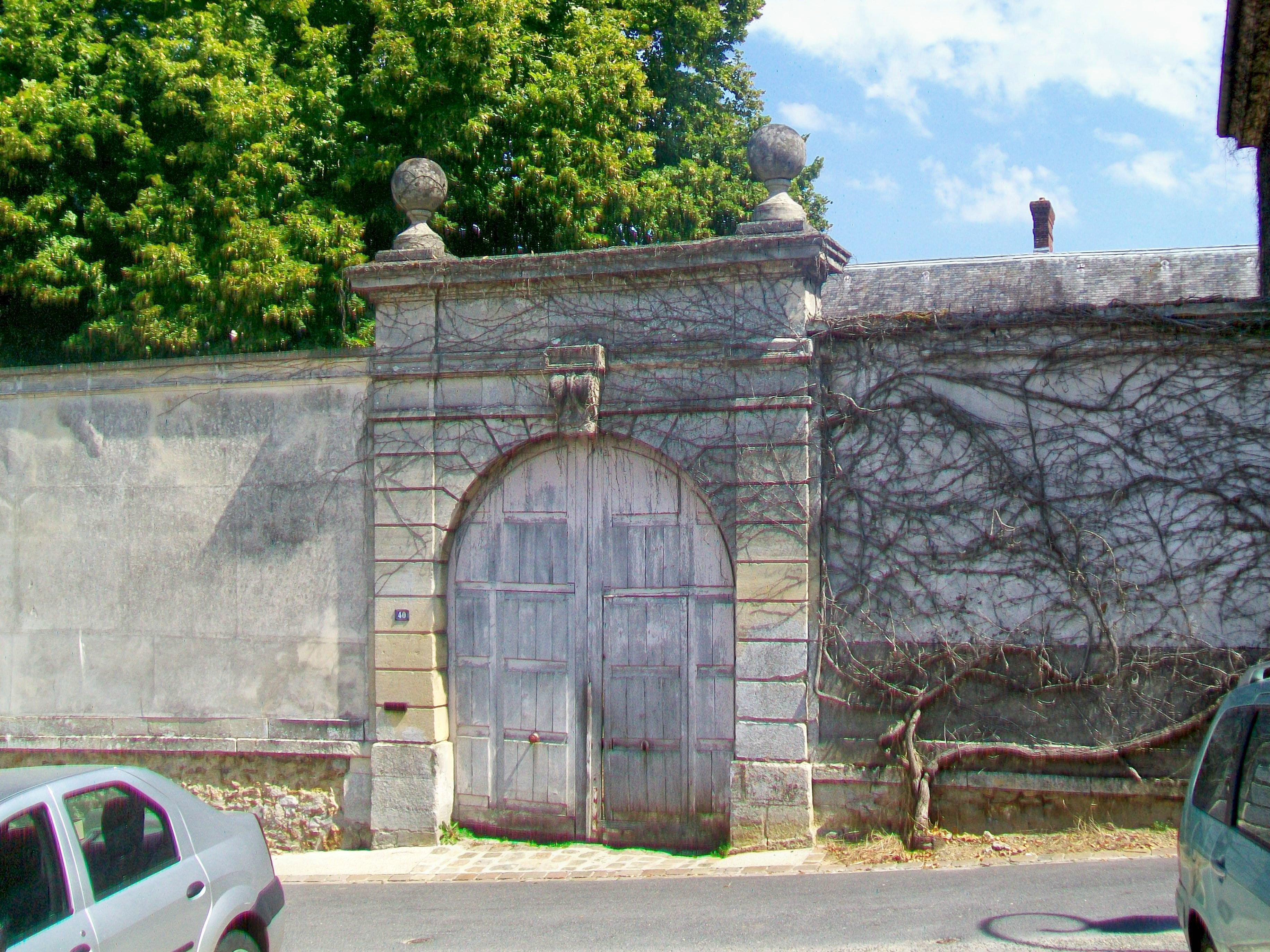
Portail du château.
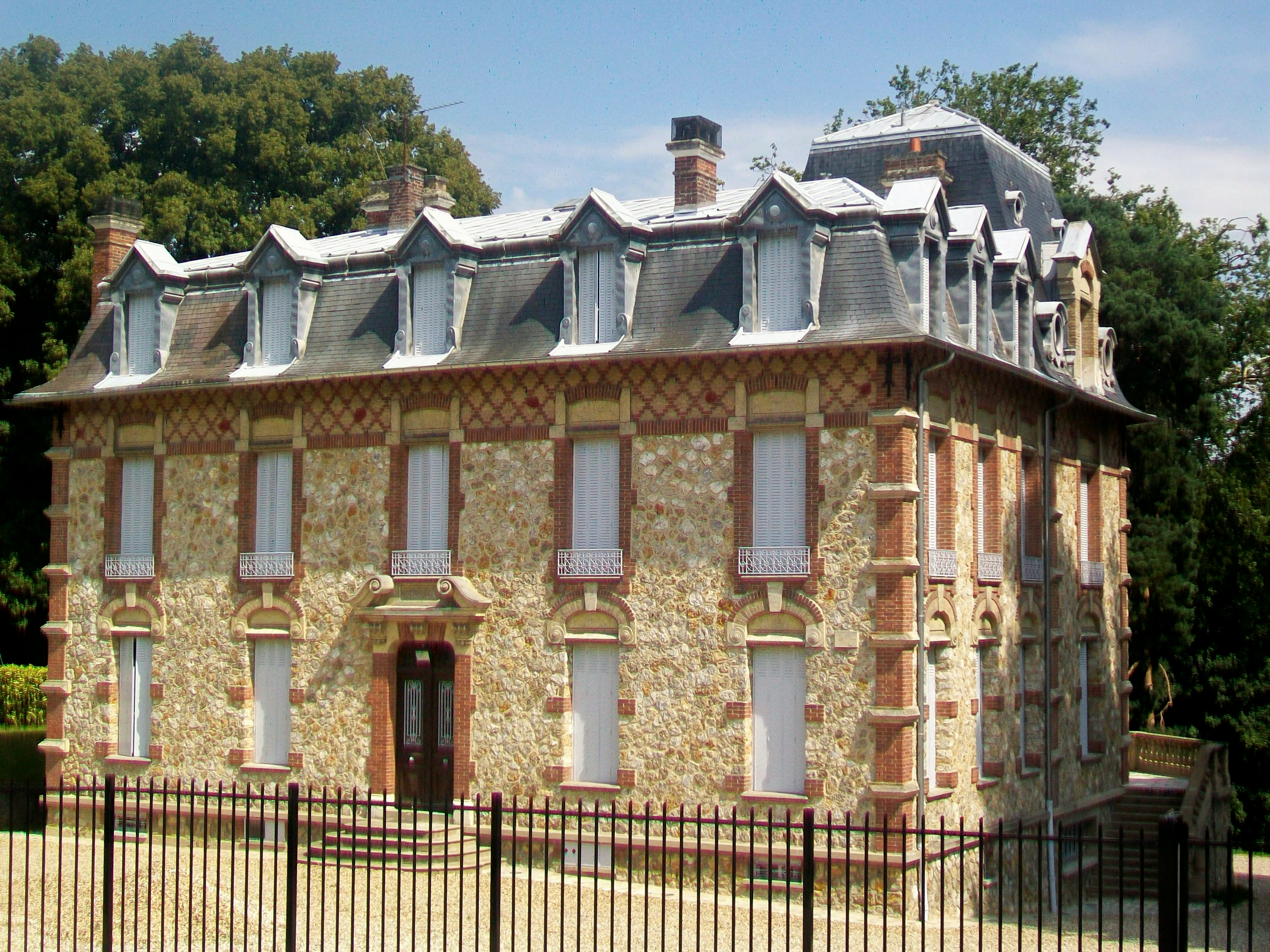
Château du Pré-David.
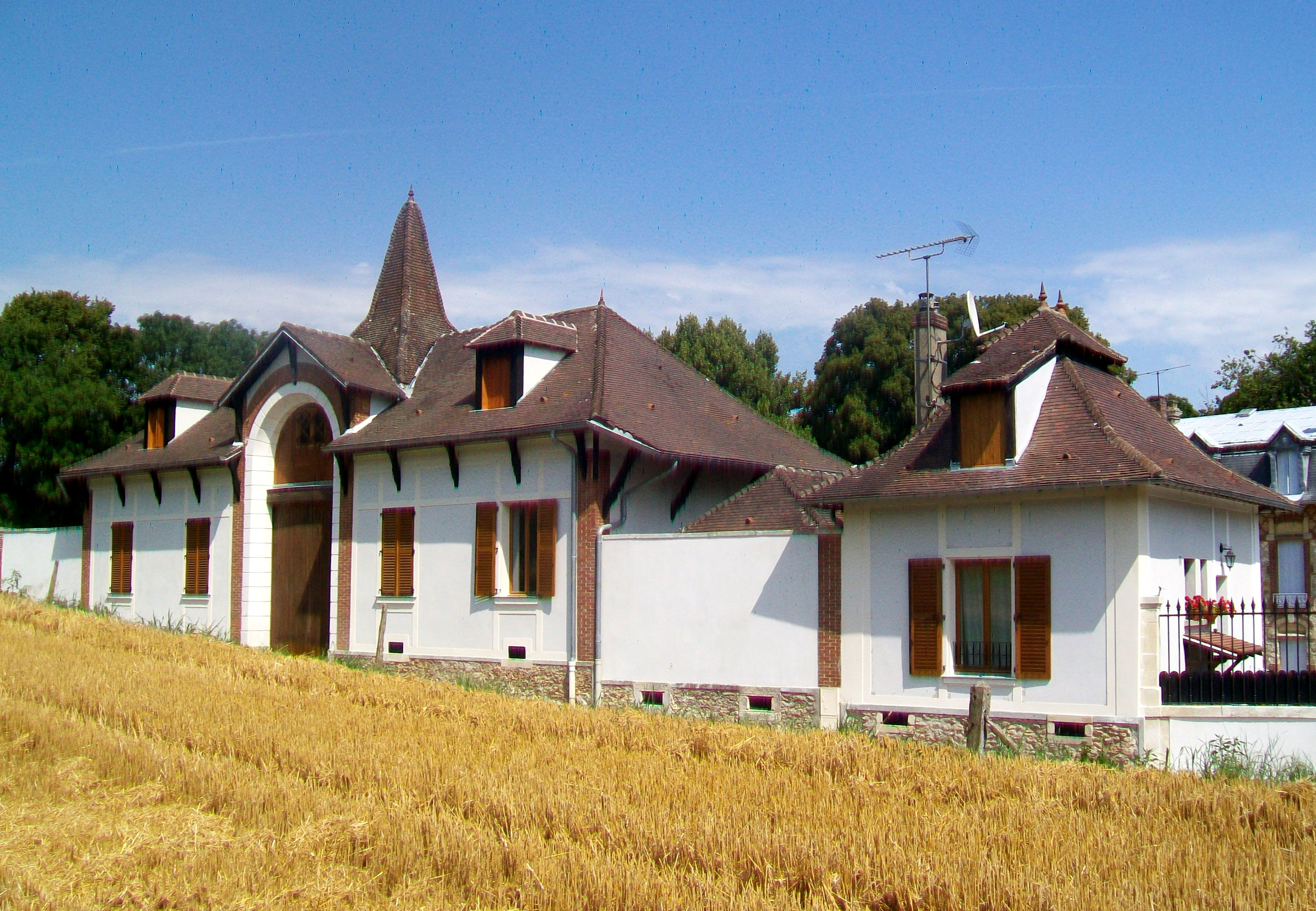
Communs du château.
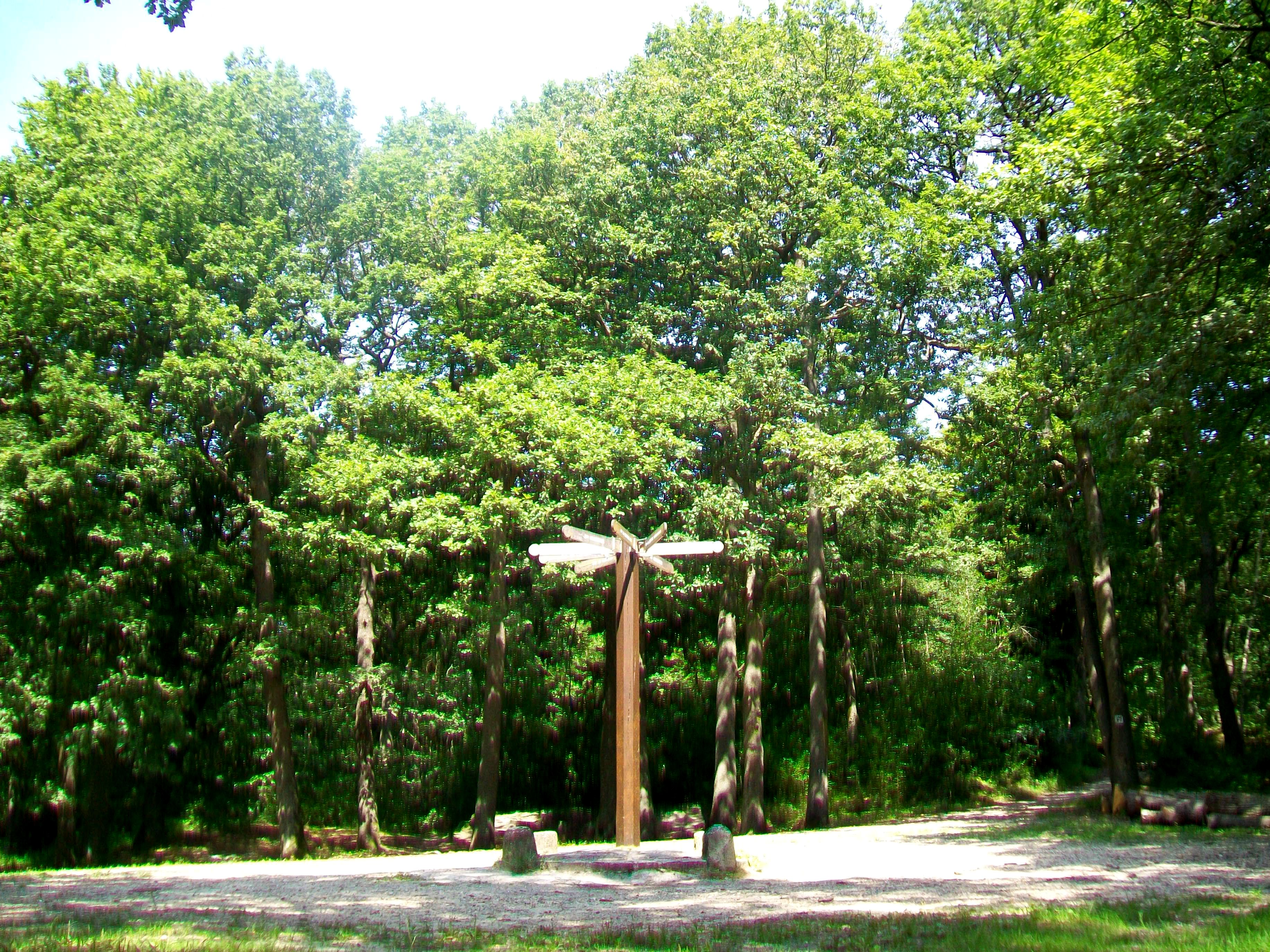
Carrefour du Poteau de la Tour (forêt de L'Isle-Adam).

### Personnalités liées à la commune
- Pierre Dmitrienko (1925-1974), peintre, graveur et sculpteur français, y aurait eu une maison entre 1954 et 1962…

### Héraldique
| Blason de Nerville-la-Forêt | Blason  | Parti : de gueules au chevron d'argent accompagné en chef de deux chênes arrachés d'or et en pointe d'une gerbe de blé du même, au chef cousu d'azur semé de fleurs de lys d'or et chargé d'une mitre d'argent. |
| Blason de Nerville-la-Forêt | Détails | |